# 新闻自由

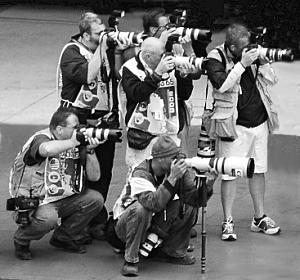
採訪為新聞自由權的核心功能之一（圖為美國印地安那波里斯的一群攝影記者）

新闻自由，或稱新聞自由權，通常指政府通过宪法或相关法律条文保障本国公民言论、结社以及新闻出版界采访、报道、出版、发行等的自由權利。这一概念也可以延伸至保障新闻界采集和发布信息，并提供给公众的充分自由。（各国新闻自由度排名请参见新闻自由指数）
至于官方的信息，政府则有责任和义務根据信息的相关程度和重要性对其进行详细的分类，以决定哪些信息可以向公众公开，哪些信息涉及到了国家的机密而必须受到保护，以此来维护本国的国家利益。许多政府服从所谓的《阳光法案》或《信息合法化自由公约》来定义国家利益的概念范围。
新聞自由源起於歐美等國對於出版自由的爭取，隨著社會演進，新聞自由理論基礎從傳統到新穎，新聞與出版的自由在漫長的演進過程中逐漸發展出完整的權利體系。目前許多民主國家均承認新聞自由的重要性，許多非政府組織（如無國界記者）每年針對世界各國作出新聞自由程度評鑑。隨著科技進步，新聞媒體逐漸突破來自政府的壓力，但也有更多大企業給予新聞業帶來新的挑戰，以及消息真偽難辨的混亂問題。
在现代的集权国家裏，新闻自由是一个被高度质疑的争议概念。这些政权将新闻自由视为对政府权威以及社会安全的威胁。因此，大多数集权制国家都会设立全国性的宣传机构，用来维持集权政府的统治，对所谓任何试图挑战政权权威性的媒体或记者的活动进行压制。有的时候，这种对言论的镇压达到了野蛮的程度，甚至会动用警察和军队等具有武力的單位。在这些国家裏，新闻从业人员往往需要在新闻理念和意识形态之间寻求某种平衡，否则就会受到专制政权的威胁。威胁的方式除了法律，還有一些干擾手法包括解雇、被列入黑名单，甚至人身攻击、绑架、刑讯，暗杀等硬性手段，導致信息更加的被扼殺。

## 理论基础
新闻自由这一概念是从近代政治经济学和新闻学中衍生出来的。西方主流的新闻学学术界认为新闻自由的傳統理论基础包括天賦人權理論、觀點市場理論及民主促進理論，較新的新聞自由理論基礎則為第四權理論。

### 天赋人权

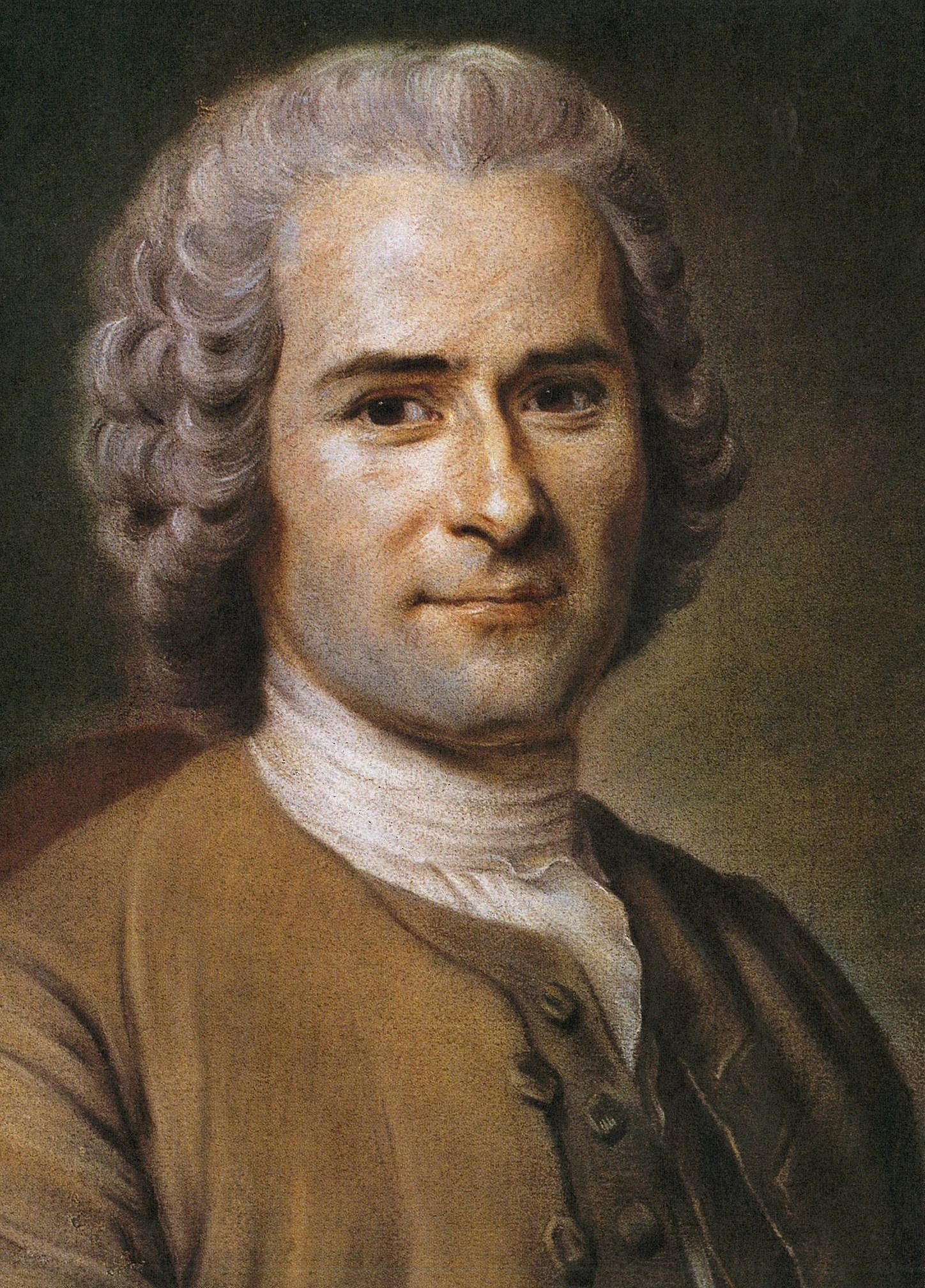
天赋人权学说集大成者卢梭

天赋人权，或译自然权利，基本精神是强调人具有与生俱来的权利，这些权利是人生而有之的，不是别人赋予的，因此绝不应该被剥夺。较系统的天赋人权理论可以追溯到荷兰国际法学家和哲学家格勞秀士（1583－1645），他提出「自然权利乃是正当理性的命令。」他的追随者斯宾诺莎（1632－1677）提出，每个人都有天赋的自然权利。这些观念被英国的政治经济学者霍布斯（1588－1679）和洛克（1632－1704）继承和发扬。前者指出：「自然权利就是每个人按照自己所愿意的方式运用自己的力量保全自己天性的自由」；後者则对人类的自然状态、自然权利和自然法做了论证。
天赋人权学说的集大成者是法国启蒙思想家卢梭。英法学者提出的天赋人权学说在各自国内的资产阶级革命中发挥了重要作用。而天赋人权的倡导者们無不认为言論自由和新闻自由是自然权利中最重要的权利之一。这种观点在洛克的《人类理解论》和孟德斯鸠的《论法的精神》中得到阐述。在西方国家争取新闻自由的鬥爭中，「天赋人权」始终是最有力的理论武器之一。

### 观点的自由市场
「观点的自由市场」最早是由英国政论家、文学家约翰·弥尔顿在1644年《论出版自由》中提出。弥尔顿认为真理是通过各种意见、观点之间自由辩论和竞争获得的，而非权力赐予的。必须允许各种思想、言论、价值观在社会上自由的流行，如同一个自由市场一样，才能让人们在比较和鉴别中认识真理。将「观点的自由市场」理论化的第一人是英国哲学家约翰·斯图尔特·密尔（1806－1873）。他在《论自由》一书中指出：「我们永远不能确信我们所力图窒闭的意见是一个谬误的意见，假如我们确信，要窒闭它也仍是一种谬误」。
「观点的自由市场」以及与之相关的「观点的自我修正」理论后来称为自由主义新闻学的理论根基，也是西方新闻自由的理论根基。尽管在1950年代受到了来自美国社会责任理论的修正，但至今仍对西方新闻界产生着强大而持久的影响。

### 人民主权
人民主权是從天赋人权理论再延伸，也是现代西方民主社会的理论基石，其理论要点就是：政府合法性的基础来自广大人民的同意，任何一种形式的政府如果变成损害人民利益以保障自己权利的政府，人民就有权改变或废除它，建立新的政府。法国的启蒙思想家们第一次阐述这一观点。在这一观点后来衍生出了著名的「三权分立」原则。
新闻自由对于人民主权原则的确立具有十分重要的意义。卢梭认为舆论是「法律之外的法律」，任何强权都必须尊重新闻舆论，否则便无法维持其存在。19世纪法国哲学家托克维尔（1805－1859）在论述美国新闻自由时指出：“当每个公民都被授予管理国家的权力的时候，那就必须承认公民有能力对同时代人的各种意见进行抉择，对认识之后能够指导他们的行为的各种事实进行鉴别”。

### 第四權理論

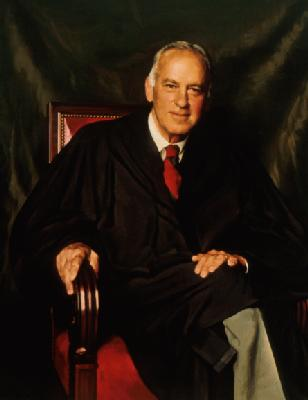
波特·史提瓦大法官是第四權理論的提出者之一

第四權理論是由美國聯邦最高法院大法官波特·斯图尔特於1974年11月2日在耶魯大學的一場演講中所提出。第四權理論作為新聞自由的理論，使得新聞自由與言論自由有所區別，此區別在於強調新聞媒體在現代民主社會中所扮演的角色，係作為一種政府三權（行政權、立法權與司法權）以外的第四權力組織，用以監督政府、防止政府濫權，因此第四權理論又稱為「監督功能理論」。
史提瓦大法官從歷年最高法院判決中分析，認為憲法保障新聞自由的目的是為使新聞媒體成為一種制度性的組織，使其能夠獨立於政府之外、具有自主性、免受政府的干預，易言之，根據第四權理論，新聞自由的目的並不是為了形成一個意見或言論的自由市場；也非將媒體視為政府與人民之間的中立訊息溝通管道；更非為完成個人表達自我。從這個理論基礎觀之，新聞自由與言論自由在本質上有相當大的差距。
不過美國法律界對於史提瓦大法官所提的第四權理論並非沒有質疑。首先，從美國憲法的立法原意來看，制憲者原意似乎並未就言論自由與新聞自由作一區別，相對地，有學者指出制憲者只是將出版自由（即現代意義的新聞自由）視為是言論自由的一個表現方式而已。再者，美國聯邦最高法院的多數意見中也從未將新聞自由與言論自由視為二種不同的基礎權利。

## 內涵與性質
新聞自由與言論自由究竟在權利的具體內涵上是否有所差別？新聞自由究竟有沒有比言論自由給予公民更多的權利，一直是法學界爭論不休的議題。例如在美國的薩克斯比與華盛頓郵報案中，主筆多數意見的史提瓦大法官（也是第四權理論提出者）即認為新聞記者跟一般大眾一樣，對於在監獄中的犯人沒有採訪權。但也有學者認為，根據不同的理論基礎所提出的新聞自由權，在內涵上會與言論自由稍有不同，易言之，根據某些理論，「新聞媒體基於新聞自由得享有一些一般人基於言論自由所無法享有的保障」。（林子儀，1992）

### 內涵
台湾大法官林子儀（專研新聞自由與言論自由）指出，倘若新聞自由的理論基礎為第四權理論，其具體內容即應視為了達成憲法所賦予的監督功能需要而定。他認為在此前提下，最低程度的新聞自由應該包括：①設立新聞媒體事業的權利；②搜集資訊的權利；③不揭露資訊來源的權利；④編輯權利；⑤傳播散發資訊的權利。（林子儀，1992）
依照C·愛德恩·貝克教授的區分，美國司法實務界跟法學者理論所曾論及的新聞自由具體內涵，大致可分為以下八項，但並非全部均為美國最高法院所認可：
1. 新聞媒體應有取得政府所控制的資訊或是進入政府所掌控管理的設施，以獲取其所需資訊的權利。例如：進入監獄採訪人犯或進入刑事法庭旁聽之權。
2. 新聞記者為獲取資訊或為報導某事件，有時得不受某些法律規範之權。例如：禁止侵入他人住居的規範，在某些狀況下，記者可以不必遵守的權利。
3. 新聞媒體享有報導損害他人名譽資訊的特別權利。
4. 新聞媒體對於政府的禁止報導命令（英语：gag orders）或其他事前限制措施時，比一般大眾受較多保護。
5. 新聞記者有不受大陪審團偵訊或不需回答大陪審團某些提問的權利。
6. 民事訴訟程序中，新聞媒體得拒絕回答任何關於編輯人員、製作人或出版程序中工作人員心神狀態的質詢。
7. 在非為刑事犯罪嫌疑犯狀況下，新聞媒體有不受政府搜索及扣押之權。
8. 政府為達成一般經濟或社會政策，或為促進訊息傳播多元及公平性，進而對一般媒體或專業新聞媒體所進行的規制，新聞媒體有免受此類規制的權利。

### 性質
貝克教授將上述八種權利類型的新聞自由權利，依照性質再區分為三大類，這三大類即可概括性地描述新聞自由的權利性質：

#### 防禦性權利
新聞自由作為一種防禦性權利，係指：新聞媒體作為一種社會制度，為維護此一重要制度之必要，主張新聞自由得使新聞媒體免受政府之干預。新聞自由防禦性質表現在：新聞媒體的免於證言之權；不得搜索、扣押新聞媒體之權；新聞媒體有免受政府為達成一般社經政策或促使傳播多元、公平性而行管制措施之權。
免受政府干預為各種基本人權的基本特性，然而基本人權的權利基礎在於人性尊嚴；根據第四權理論，新聞自由並非植基於對人的尊重，而是為了發揮監督政府的制度性功能，是一種制度性權利。既然權利基礎不同，防禦性新聞自由的具體內容端視政府採取何種類型的干預而定，其並非絕對的權利，易言之，倘政府的管制措施係為促進新聞媒體對政府的有效監督（也就是新聞自由的權利基礎），且這種限制比不限制更有助於目的達成，則對新聞自由加以限制即為合憲。

#### 表意性權利
新聞自由作為一種表意性權利（speech rights），係指：新聞媒體有權傳播其所選擇的訊息或意見。新聞自由的表意性質表現在：免於某些禁止報導命令或事前限制措施之權利；即使事實傳達有錯誤，可免受誹謗罪追訴之權利等。
新聞媒體事業所追求的目標一般而言即係將資訊傳達給公眾，倘若政府可用命令禁止報導某些新聞資訊，或是要求新聞媒體在報導或評論前，事先進行自我審查，則新聞自由傳達真實的使命難以完成，於監督政府的理想亦成空談。此外由於新聞媒體在快速變動的社會中擔任傳達資訊的重要角色，倘要求新聞媒體所報導者與客觀事實完全相符，新聞媒體業將耗費過大的成本於查證事實，且誹謗罪可能造成新聞媒體業的寒蟬效應，因此在某些狀況下（美國發展出合理評論原則、真實抗辯原則、真實惡意原則等），新聞自由即包括了使新聞媒體免受誹謗罪追訴的特權。

#### 外求性權利
新聞自由作為一種外求性權利係指：為增進新聞媒體發揮其效能，而給予新聞媒體業的從業人員一些特別的機會以取得新聞所需的資料或資訊。在這個層次上，新聞自由的權利即包括前述新聞媒體進入政府機關，取得政府所掌控資訊的權利、新聞媒體不受禁止侵入他人財產限制的特權等等。
新聞自由表現成為外求性權利即脫逸傳統上人權所屬的防禦權體系，易言之，傳統人權理論中，各種人權係以防禦權為主，但新聞自由之權利基礎倘若採取第四權理論，其作為一種制度性權利，功能即不以防禦權為限。然而，這也是法學界探討、爭辯最為激烈之處。較無爭議的是「新聞媒體為採訪新聞是否有權侵入他人財產」這個問題，一般學說或實務界均不認為新聞自由包括不受禁止侵入他人財產限制的特權，縱使較為偏向支持媒體的學說理論，也認為新聞自由權利與他人的財產權或是隱私權係常處於權利衝突的狀態之中，須在具體個案中個別判斷、權衡何者重要，而非謂新聞自由必然優先。
至於「新聞媒體是否有權近用政府所掌控資訊」這個問題更是爭議連連。在美國，史提瓦大法官、貝克教授均認為新聞自由並不包括取得政府所掌握資訊之權，其理由包括：(1)近用政府所掌控資訊對於媒體監督政府之功能而言並非必要，媒體光是取得政府資訊並不足以監督政府；(2)政府所掌控之資訊並非全然皆須公開，縱使給予新聞媒體取得該資訊之權利，亦欠缺相關之標準，恐在事實上造成不可行的難題；(3)是否公開資訊為一種政策決定，應該由立法機關制定資訊公開的相關法令，在憲法層次上而言，新聞自由並不意味著政府有公開所掌握資訊的義務。反對上述理論者則認為：(1)新聞媒體倘有權向政府獲取資訊，則更有利於作出正確的新聞報導；(2)立法機關倘若出現立法怠惰現象，遲遲不願制定資訊公開法規，致使人民無從救濟；(3)取得政府機關所掌控之資訊作為一種積極性權利，並不涉及國家預算、資源的重分配，因此若允許此類型的新聞自由，並不會造成標準模糊、事實上不可行的難題。（林子儀，1992）

## 受保障者
受新聞自由保障者，包括了新聞媒體之從業人員及其事業主。
新聞媒體的從業人員——記者、編輯、評論員及專欄作家基於新聞自由，有免受政府干預，進行採訪、調查、編輯及評論，並使其工作成果呈現給大眾之權利，甚至包括對抗事業主的意志而為專業新聞報導、評論的權利，不過後者並非憲法上新聞自由的本質而有待立法規定。
新聞媒體事業主的新聞自由權利則包括設置新聞媒體事業、決定營運方針及人事選任管理等權利，但由於媒體係一重要的制度性組織，有學者主張新聞媒體事業主的人事任免權應受到前述理念的制約，以免影響新聞媒體專業人員的新聞自由權利。

## 历史
新闻自由的提出，是近代报刊出现以后，欧洲中世纪並不存在新闻自由问题，傳播新知識的權利附麗於出版的權利之上，而出版之權是掌握在教會或王室手中的特許權利。15世纪手抄小报首先出现于文艺复兴运动发源地意大利，其反教会的倾向引起了罗马教廷的恐惧和干预。为了防止反梵蒂冈印刷品的流传，教宗曾命令各国大主教对报纸一律实行原稿检查，方许公开传播。许多报人因言论违禁而受到迫害，甚至被处以肉刑和死刑。17世纪以后近代报纸在欧洲诞生，为资本主义发展起到了重要作用。新兴的资产阶级为了摆脱专制政权对舆论的束缚，展开了漫长的争取新闻自由的努力。

### 英國

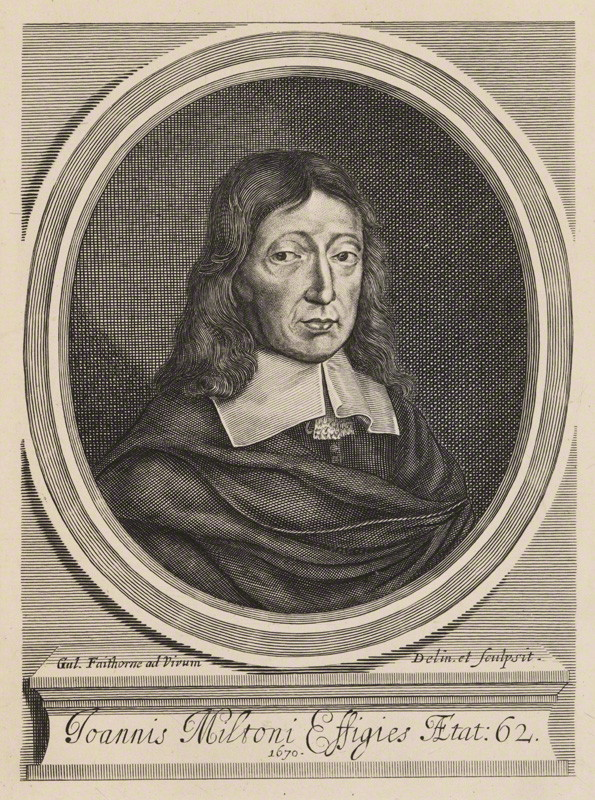
约翰·弥尔顿是西方新闻自由理念的伟大先驱

1694年之前，英格兰的都铎王朝一直施行严格的出版物许可制度。一切出版物都必须拥有政府颁发的许可才可以顺利出版。这一制度是英国国王亨利八世於1530年设立的，声称设立该制度的目的是抑制「诽谤、恶意、宗派、异端」。在此前50年的英国内战中，约翰·弥尔顿在他的小册子《论出版自由》裡激烈的反对并嘲讽政府对出版物进行审查的许可制度。他写到：「一方面，欠债者和渎职者可以悠哉游哉的逍遥法外，另一方面，无伤大雅书籍则不得不被人在标题中加入一个虎视眈眈的狱吏。」尽管弥尔顿的言论在当时并没有起到多么显著的作用，不久之後他的《论出版自由》却被当作新闻自由诞生路程上的一个里程碑。
彼时的英格兰施行严厉的《诽谤法》，对人民批评政府的言论予以镇压。英国皇家的「星法院」规定国王的权力至高无上，任何对国王的指责都是被禁止的。《诽谤法》并不保护讲真话的人，因为其使命就是禁绝一切对政府的批评。「星法院」在1641年英国资产阶级革命之後被撤销，但是国会在1643年又制定了新的新闻检查法，规定未经检察官的审查批准，不许印发任何书籍和小册子。在1647年又先後发布《印刷限制令》和《印刷令》。斯图亚特王朝复辟後，1662年查理二世再次颁布印刷品检查法，强化对舆论的控制。在检查制度下，许多人因言获罪，受到人身迫害，或者仅仅因为法官一时的脾气而被罚款或入狱。
1689年的《权利法案》是英国最重要的宪法性法律，该法第9条规定：「国会内之演说自由、辩论或议事之自由，不应在国会以外之任何法院或任何地方，受到弹劾或询问。」这虽然只是就议员在国会的言论的特许权的规定，但是连同法案中规定的人民请愿权，可以认为是在宪法上最初就言论自由做出的规定。1695年，《检查法》被废除。
不过这距离英国获得真正的新闻自由还有100多年的时间。1712年，国会通过《印花税法》，规定对报纸、小册子、廣告和纸张都要徵稅，统称为「知识税」，为此报纸必须要在政府登记备案，以方便管理，同时还加强对诽谤罪的惩处。直到1850年代陆续废除各项知识税，新闻自由才被认为正式在英国确立。
然而经过以弥尔顿为代表的自由主义知识分子长期的努力和奮鬥，新闻自由还是在工业革命期间的英国得以实现。新闻媒体被誉为「第四權」，其他三權分别是国王、议会和教會。从此，新闻媒体在西方国家民主化的进程中开始发挥重要作用。

### 法國
法国虽然在15世纪末就出现了近代报刊，但是新闻出版始终是王室的特权。这个行业由王室绝对控制，不许其他人随意染指。国王和王室却可以将这一特权授予他人，获得授权者必须保证不违背王室的一切规定且要交纳各种税金。国王任命「新闻出版检查官」对全国的所有出版物进行预先审查。在17世纪，这种检查官共有300多位。
英国知识界争取新闻自由的斗争对法国产生了影响。进入18世纪，法国的新闻自由思想通过孟德斯鸠、卢梭等启蒙思想家的著作得到充分的阐释和传播。在1789年法国大革命期间，各等级、各阶层纷纷上书要求新闻出版自由。而雅各宾派的罗伯斯庇尔则是世界新闻史上第一位阐发新闻自由立法的政论家。他主张：借助语言、文字和出版物来表达自己思想的权利是不能以任何手段来加以束缚和限制的；法律在任何时候都不应该对人们表达自己的意见的行文予以处罚；立法的目的是保障而不是处罚。
著名的法国《人权宣言》在其第11条中规定：「自由传达思想和意见是人类最宝贵的权利之一；因此，每个公民都有言论、著述和出版的自由，但在法律所规定的情况下，应对滥用此项自由负有责任。」这个条文成为後来许多国家宪法和国际人权公约参考的典範。

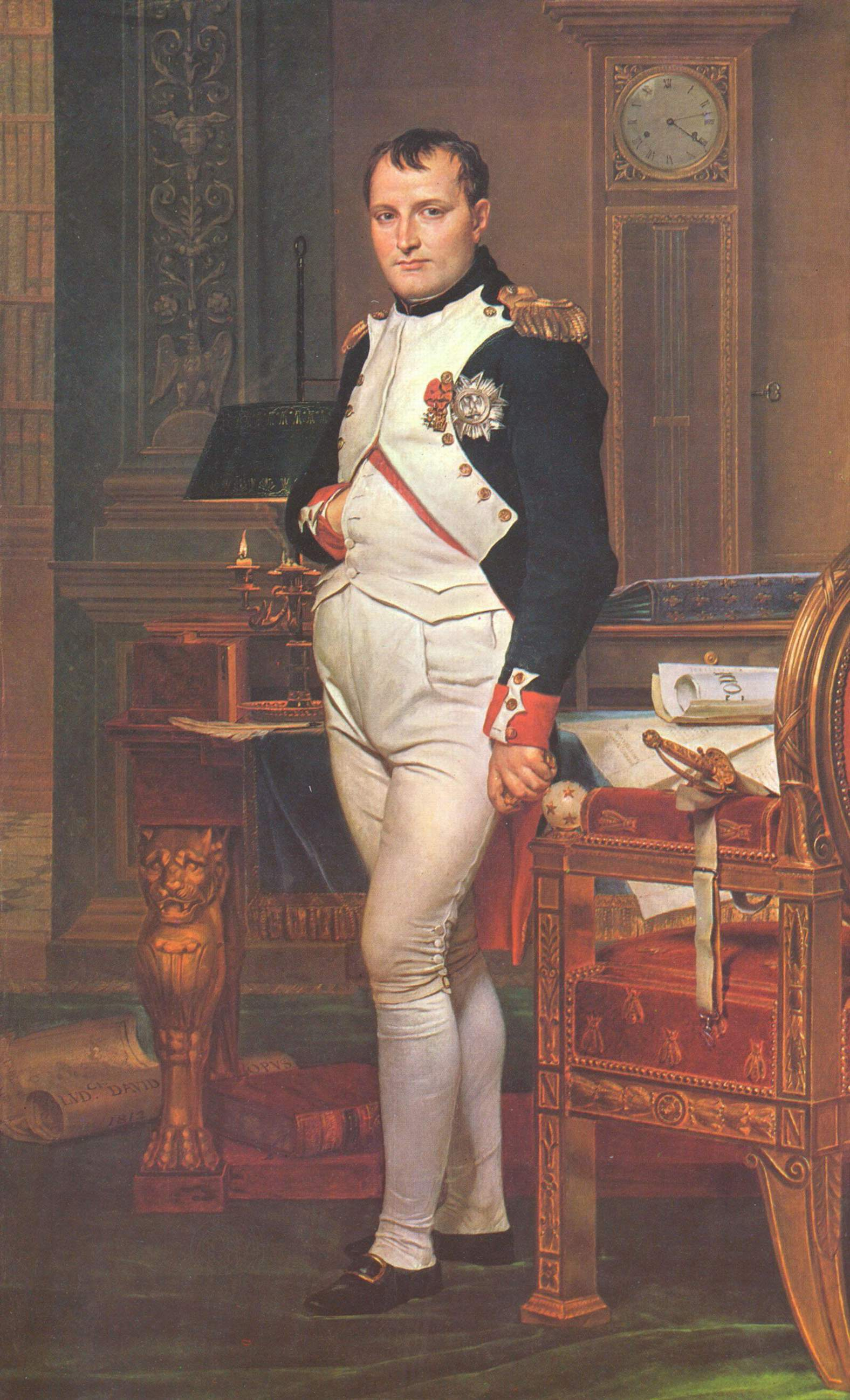
拿破仑时代是法国历史上新闻自由状况最为恶劣的时期

但是，法国的新闻自由制度并没有随着这个具有宪法效力的法律条款的诞生而确立，而是随着法国革命、复辟的曲折进程而经历了逾百年的磨难。1793年，执政的雅各宾派对反对派的报刊实施无情的镇压；拿破仑执政後，查封了全部反对派的报刊和独立党派的报刊。他设立了一个名为「新闻办公室」的机构，专门处理报刊出版的日常管理事务。拿破仑有一句名言：「一张报纸可抵三千毛瑟枪。」法国新闻学学术界认为，拿破仑统治时期是近代法国新闻出版业所处环境最为恶劣的时期。其后，复辟的波旁王朝设立《钦定宪章》，表面上保护新闻自由，但不久又抛出《七月赦令》，宣布全面停止新闻自由。在此之後幾十年内，随着复辟势力和革命势力力量的消长和反复，新闻检查制度也时而取消、时而恢复。
法国新闻自由的确立是以1881年7月29日《新闻自由法》的公布为标志的。该法承接了《人权宣言》的规定，全面否定了先前与新闻自由相冲突的所有做法，特别是预先检查制度。该法还规定，判断新闻出版活动是否合法应当由法院而非政府来裁决。法国的《新闻自由法》还详列了事后处罚的规定，对媒体的教唆罪、诽谤罪、妨害公共秩序罪行为予以追惩。
然而《新闻自由法》所规定的新闻自由长期以来仅仅局限于印刷媒体，广播电视仍长期由国家控制。这一状况直到1980年代才得以改变。1981年社会党上台后，通过法令允许建立私人广播电台，放弃国家对广播电视媒体的垄断。至此，法国获得历史上最充分的新闻自由。

### 美國
北美殖民地时期的第一张报纸被称为「权威报纸」，意指该报纸由英国的殖民政府出版发行，是殖民政府名副其实的传声筒。第一张定期出版的报纸是《波士顿新闻信》，出版人是约翰·坎贝尔，从1704年起每周发行一次。殖民地时期的报纸发行机构不是邮局，就是政府，因此此时的新闻界很难挑战政府的权威。
殖民地时期的第一张独立的报纸是詹姆斯·富兰克林在波士顿发行的《新英格兰报》。该报诞生於1721年。幾年後，詹姆斯·富兰克林的弟弟本杰明·富兰克林买下了费城的《宾夕法尼亚公报》，这张报纸是殖民地时期报业的佼佼者。
在这一时期，创立报纸是无需经过当局许可的。报纸可以自由发表言论，但是却有可能因宣扬不利于当局的言论而被政府以「诽谤罪」或「煽动罪」加以指控。「新闻自由」这一概念之所以能够被明文写入美国宪法，最早可以追溯至1735年发生在纽约市的联邦政府诉约翰·彼得·曾格案。曾格的律师安德鲁·汉密尔顿声称无论如何，传播事实都不能构成诽谤。在他精彩的辩护下曾格被无罪开释。尽管有曾格案作为先例，其时的联邦政府仍然声称他们有权力将那些宣扬不合时宜观点的报刊所有者关进监狱。
在美国独立战争中，领导者们将新闻自由作为他们致力于争取的权利之一。1776年的《弗吉尼亚权利法案》宣称：「新闻自由是一切政治自由的基石，任何一个民主政权都绝不应妨碍这种自由。」与之类似，在1780年的《麻萨诸塞宪法》中规定：「新闻自由对于保障一个国家其他自由而言必不可少。在新的联邦政府中，这一自由不容妨害。」以此为基础，美国宪法第一修正案正式规定，国会永远不许制定妨害新闻自由和言论自由的法律。新闻自由制度在美国正式确立。
1931年，在尼尔诉明尼苏达案中，美国最高法院依据宪法第十四修正案做出有利于媒体的裁决。类似的案例还包括：
- 纽约时报诉联邦政府案（New York Times Co. v. United States）中，最高法院裁定批准《纽约时报》刊登「五角大楼文件」。
- 纽约时报诉萨利文案中，法院裁定：“让新闻媒体保证每一条新闻报道都真实无错，是一件不可能的事”；“除非公职人员能拿出证据，证明这种指责是出于真实恶意，即‘明知其言虚假，或满不在乎它是否虚假’”才构成诽谤。联邦最高法院的此判例，使政府官员不但要在法庭上证明新闻媒体报道失实，而且还要同时证明新闻媒体怀有“真实恶意”，以及它的确对自己造成了具体的伤害，才能谈得上是诽谤。

美国在设置了新闻自由的法律之后，也发现了新闻自由的一些问题，尤其是在新闻自由的管制方面。1815年2月11日，约翰·亚当斯（John Adams）给詹姆斯·劳埃德（James Lloyd）的信中提到：“如果人类状况有什么改善的话，那么哲学家、神学家、立法者、政治家和伦理学家将发现，在他们不得不解决的最困难、最危险和最重要的问题中，对新闻界的管制居于首位。如果没有新闻管制，治理人类就无从实现；如今尽管有了它，治理人类也无从实现。”1974年由新闻自由委员会（The Commission on Freedom of the Press）出版的《一个自由而负责的新闻界》（A free and responsible press）中写道，“新闻自由处于危险之中，原因有三：一是新闻界的发展大大降低了能通过新闻界表达其意见和观点的人的比例，二是新闻机构服务于少数人，未能提供满足社会需要的服务，三是新闻机构的指导者不时地从事受到社会谴责的种种活动。”这些危险的产生主要是由于新闻界的经济结构和现代社会工业组织所致。任何能够保护自由的权力也能威胁自由，因为政府保护每个媒介机构反映社会现实的自由，但不免会由于保护政府利益而干预新闻的传播，以此来影响新闻自由。由此，美国新闻自由委员会提出了一个关于“新闻自由”的新话题——政府对新闻自由的管制界限以及新闻工作者的自律。新闻自由委员会建议“在传播业中，哪里需要集中，政府就在哪里努力保证公众从这些集中中获益；哪里的私人大众传播机构不能够或不愿意提供本国的信息给某个或某些国家，政府就在哪里使用自己的媒介来弥补这种不足；大众传播机构接受自己作为信息和讨论的共同载体的责任；新闻界尽可能地运用一切手段来提高其工作人员的能力、独立性和效用，新闻界的成员们开展生气勃勃的相互批评。”

#### 特例

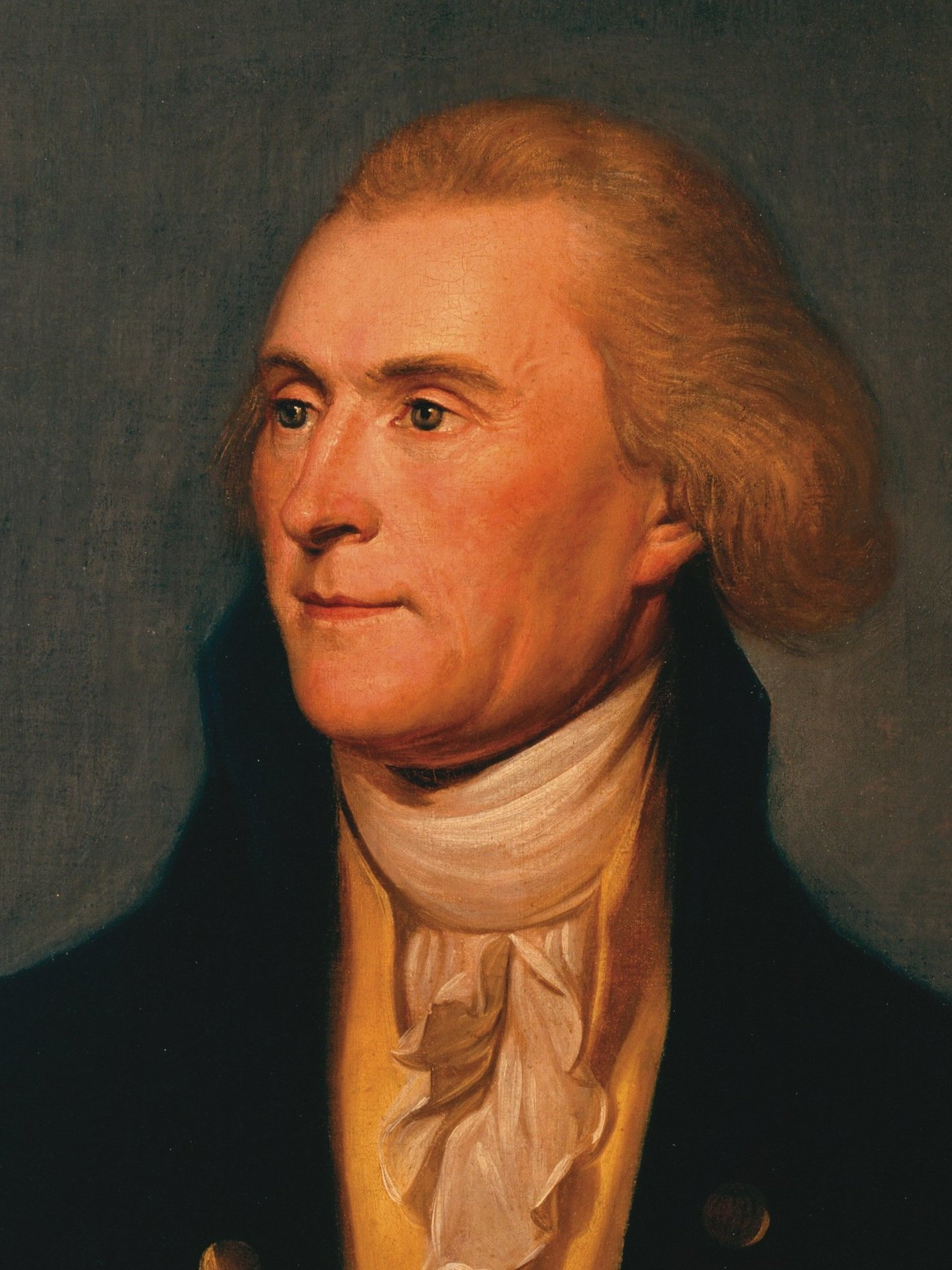
第三任美國總統托马斯·杰斐逊說：「如果政府和報紙兩者之間只能有一個存在的話，我會毫不猶豫地選擇後者。」

- 在美国宪法确立後不久的1789年，其时的执政党联邦党试图通过《外侨和通敌法案》来扼杀媒体对政府的批评。这一举动受到廣泛的反对，对联邦党的执政产生了极为消极的影响。托马斯·杰斐逊是法案的反对者之一。杰斐逊在1800年的美国大选中当选为总统。当选後，他赦免了所有因该法案而被捕的人。在就职演说中，杰斐逊反复强调自己对新闻自由和言论自由的支持：「如果我们当中有人试图解散我们的联邦政府或者摧毁我们的共和制政体，就让他们在真理可以自由的修正谬误的环境中如纪念碑一般静默吧！」
- 《1917年反间谍法》和《1918年反煽动法》规定，政府可以在战争时期对媒体进行一定程度的限制。對於「以背叛、亵渎、侮辱、诋毁的语言攻击美国政府或美国宪法或美国军队」的言行，可以被处以至多20年的徒刑和1万美金的罚款。在1919年申克诉联邦政府案中，最高法院做出了对这两个法案有利的判决，制定了「明显而即刻危险（英语：Clear and present danger）」的衡量准则。1921年，国会废除了这两部法案。在1969年的「布兰登堡诉俄亥俄州政府案」中，「明显而即刻危险」准则被相对比较宽容的「即行的非法行为」準則所替代。
- 1988年的哈索伍德学区诉库米尔案中，最高法院裁定：「任何一所学校都有权对于刊载在校刊上的具有争议性的文章予以事先审查和撤销。」
- 近些年来，网络媒体的迅速崛起使得美国对新闻自由的界定显得更加困难。因发表於网络上的言论通常过於开放而很难得到有效的把关和控制，其可能产生的後果也很难预料。这一切都使得「新闻自由」这一概念显得更加含混。

### 印度
印度宪法中并没有明确的提及「媒体」这一概念。印度的媒体以宪法第19条第一款「所有公民都有言论及表达的自由」的规定来界定其所享有的自由。
然而，该条目的第二条款也规定政府有权废除第一款所赋予媒体的自由。该款还规定，赋予或废除媒体自由的主体只能是法律或国家，其判断的依据是看媒体是否损害了「印度的主权独立与完整、国家安全、良好的国际关系、公共秩序、传统礼法、传统道德」，以及媒体是否「蔑视法庭、蓄意诽谤或教唆犯罪行为」。
印度有许多法律限制新闻自由，比较严厉的包括《国家机密法》和《反恐怖主义法》。《反恐怖主义法》规定，如果警察或军队怀疑任何人以任何形式与恐怖分子或恐怖组织有所接触并威胁到了国家安全，警察或军队便可以将此人投进监狱。这便在很大程度上限制了新闻从业者对新闻源的利用，迫使新闻记者只能使用更加「安全」的新闻来源，比如政府方面提供的信息。这自然对媒体运行的效率产生了消极的影响。

### 中国（中华人民共和国）

#### 历史上的部分因素
1949年中华人民共和国成立以来，对新闻业采取了马克思列宁主义的对待方法，即报纸是“党的喉舌”，发出党的声音。新闻是宣传党的路线，方针政策的工具。时任中共中央总书记江泽民在1996年明确把中国新闻业定位为舆论导向，他视察人民日报社的时候指示“科学的理论武装人，以正确的舆论引导人，以高尚的精神塑造人，以优秀的作品鼓舞人”，“舆论导向正确，党和人民之福，舆论导向错误，党和人民之祸”。中国共产党中央委员会总书记习近平在2016年2月考察三大官媒中表示，新闻舆论工作“必须把政治方向摆在第一位，牢牢坚持党性原则，牢牢坚持马克思主义新闻观，牢牢坚持正确舆论导向，牢牢坚持正面宣传为主，各个方面、各个环节都要坚持正确舆论导向”，“党和政府主办的媒体是党和政府的宣传阵地，必须姓党”。因此，中国政府牢牢把握住了国内的话语权，在中华人民共和国内的任何媒体都无法说出反共，于共产党不利之语，一但说出，即立遭封杀。
中华人民共和国至今没有颁布一部新闻法，过去的中共领导人陈云说出了原因：“国民党统治时制定了一个新闻法，我们共产党人抓它的辫子，钻它的空子。现在我们当权，我看还是不要新闻法好，免得人家钻我们空子。没有法，我们主动，想怎样控制就怎样控制。”

#### 近年来的变化
在1978年中国大陆改革开放之后，經濟发展一日千里，“新闻自由”在中国大陆也得到了一些有限的发展成果。如今无论是在报刊杂志还是电视台上，新闻媒体对于党政政府官員的过失行为的批评並非一概沒有，也有一定数量的关于各级官員不当行为的质问和披露，然而其内容仍是被严格审查的。而中国共产党的党报《人民日报》和中国中央电视台（CCTV）等官方媒体也不再是改革开放之前一味的政治宣传，而是有了较为实用的新闻报道，官方媒体也出现了一些如《焦点访谈》较为有名的舆论监督节目。
还有不可忽视的一点就是“互聯網”，网络在当今中国社会上起着相当重要的作用，一些不为人知的负面新闻如腐败案件等，都是通过在境外网络上的传播而被小部分群众所知的，之后才被大陆主流媒体报道。但近年来，中华人民共和国政府加强了网络审查。

### 其他国家
在其他国家，值得注意的是瑞典於1776年制定、後来经过多次修改的《出版自由法》。这部宪法性法律不仅较早确立了新闻自由，而且對於政府行为做出了相应的义务性規範。至於资产阶级革命发生较晚的国家，如德国、日本，在19世纪中後期相继在法律上承认新闻自由。
在德国，1849年、1871年宪法都有保障公民表現自由的条款。第一次世界大战後的《魏玛宪法》在第118条规定了表現自由，并规定政府不得对报刊进行检查。但是希特勒上台後，这些权利又荡然无存。纳粹德国将新闻媒体当作宣传法西斯主义的工具。在第二次世界大战後的《基本法》第5条完整的规定了「自由发表意见的权利」，至此德国的新闻自由正式确立。
日本明治维新後，1889年《大日本帝国宪法》规定：「日本臣民在法律範圍内，有言论、著作、出版、集会和结社之自由。」但是这部宪法的基础是天皇主权，公民权利出於天皇恩赐，而不是自然权利。天皇一道命令就可以限制或取消。特别是第二次世界大战之前和战时陆续颁布《新聞紙發行条目》、《新聞紙條例》、《新聞紙法》等一系列禁令，严密控制新闻出版。戰後占领军当局（同盟國最高司令官总司令部）迅速废除了这些禁令，使日本媒体摆脱了政府控制，经过占领期间的一段新闻统制後，逐步走向自由化。
马来西亚的媒体受到控制，记者不能就某些事情进行对话。例如，一名英国记者在报道了一个马来西亚发展有限公司丑闻（1MDB）并公布时任首相纳吉·阿都拉萨受贿一马公司6.81亿美金的详细信息后被捕。

## 实现形式
在大多数发达国家，新闻自由主要体现在所有公民都有通过各种合法途径来表达自己观点和意见的自由。《世界人权宣言》指出：
|  | 每个人都有表达自己意见的权利和自由……这一自由包括人们有权持有任何观点而不被干涉的自由，以及通过各种媒介搜寻、接收和传递信息的自由……这一自由不受国界的约束。 |

新闻自由一般通过立法来实现。立法机构通过法律条文在不同程度上保障科学研究、出版、信息传播和印刷的自由。如果新闻自由这一概念在某国宪法中能够得到明确体现，那么这个国家的新闻自由就是相对充分的。保护新闻自由的法律中通常可以涵盖保障“言论自由”的内容。在言论自由的问题上，媒体和公民个体具有等同的效力。

### 新聞自由組織
除了上述的通过立法的方式来体现新闻自由之外，一些非政府组织还以更加严格的标准在全世界范围内来衡量新闻自由的程度。

#### 无国界记者
每一年，「无国界记者」组织都会为世界各国的新闻自由程度评定等级。评定的结果主要以该组织向其成员国的新闻从业人员发放的调查问卷为依据，同时也参考学术界、法律界和人权活动家的意见。调查问卷上的问题主要包括是否有记者受到人身威胁、媒体是否面临来自其他社会组织的压力，等等。该组织致力于公正的评价一个国家的新闻自由程度，而不去褒贬该国新闻界的整体水平。
「无国界记者」组织将如下因素作为标准：一个国家遇害、被放逐或被迫害的新闻从业人员的数量、电视或广播媒体是否存在垄断现象、政府是否对媒体施行审查制度、媒体在社会体系中的独立程度，以及外籍记者在采访中所要面临的障碍，等等。
无国界记者在其2003年公布的报告中指出：在这一年度裡，全世界总计有42位新闻从业人员因坚持新闻专业主义理念而失去生命；至少130位新闻从业人员则为此而入狱。例如：
- 哈萨克斯坦的里拉·巴瑟托瓦事件[11]。
- 中華人民共和國、尼泊尔、厄立特里亚的新闻从业者会因为在报道中使用了不被官方认可的敏感词汇或图片而受到法律制裁。^
- 乌克兰的乔吉·R·贡加兹事件[12]。

2020年无国界记者组织对180个国家的新闻自由程度做出评估，排名前四位的国家分别是：挪威、芬兰、丹麦和瑞典。排名最后的是北朝鲜，其次分别为土库曼斯坦、厄立特里亚以及中国。
无国界记者组织的评估显示，2003年全世界新闻自由程度最高的国家是芬兰、冰岛、荷兰和挪威。
2004年，除上述国家外，丹麦、爱尔兰、斯洛伐克和瑞士也跻身新闻自由程度最高的国家名录。新西兰和拉脱维亚紧随其後。该组织同时也评出世界上新闻自由程度最低的国家，其中朝鲜名列榜首，古巴、缅甸、土库曼斯坦、厄立特里亚、中華人民共和國（港澳除外）、越南、尼泊尔、沙特阿拉伯和伊朗也被列入名单中。中华人民共和国在2009年排名中倒数第八，比它低的有老挝、古巴、缅甸、伊朗、朝鲜等。
按照无国界记者的报告分析，全世界超过三分之一的人生活在缺乏新闻自由的国家。这些国家多半没有建立民主制度，或者民主制度发展得不够充分。

#### 自由之家
「自由之家」组织在更广的范围内考察一个国家政治经济现状，以求查明是否该国的媒体与其他社会组织之间存在依附关系，并因此为危损新闻自由的行为提供理论上的依据，认为一个国家的媒体是否具有独立性和该国新闻自由的程度密切相关。

#### 保护记者委员会
「保护记者委员会」是一个独立的非盈利团体，其主要工作是推动全球新闻自由及捍卫记者的权利，还主持评选年度国际新闻自由奖，以表彰因报道新闻而被殴打、被威胁、被恐吓乃至被监禁的记者和新闻自由推动者。

## 挑戰

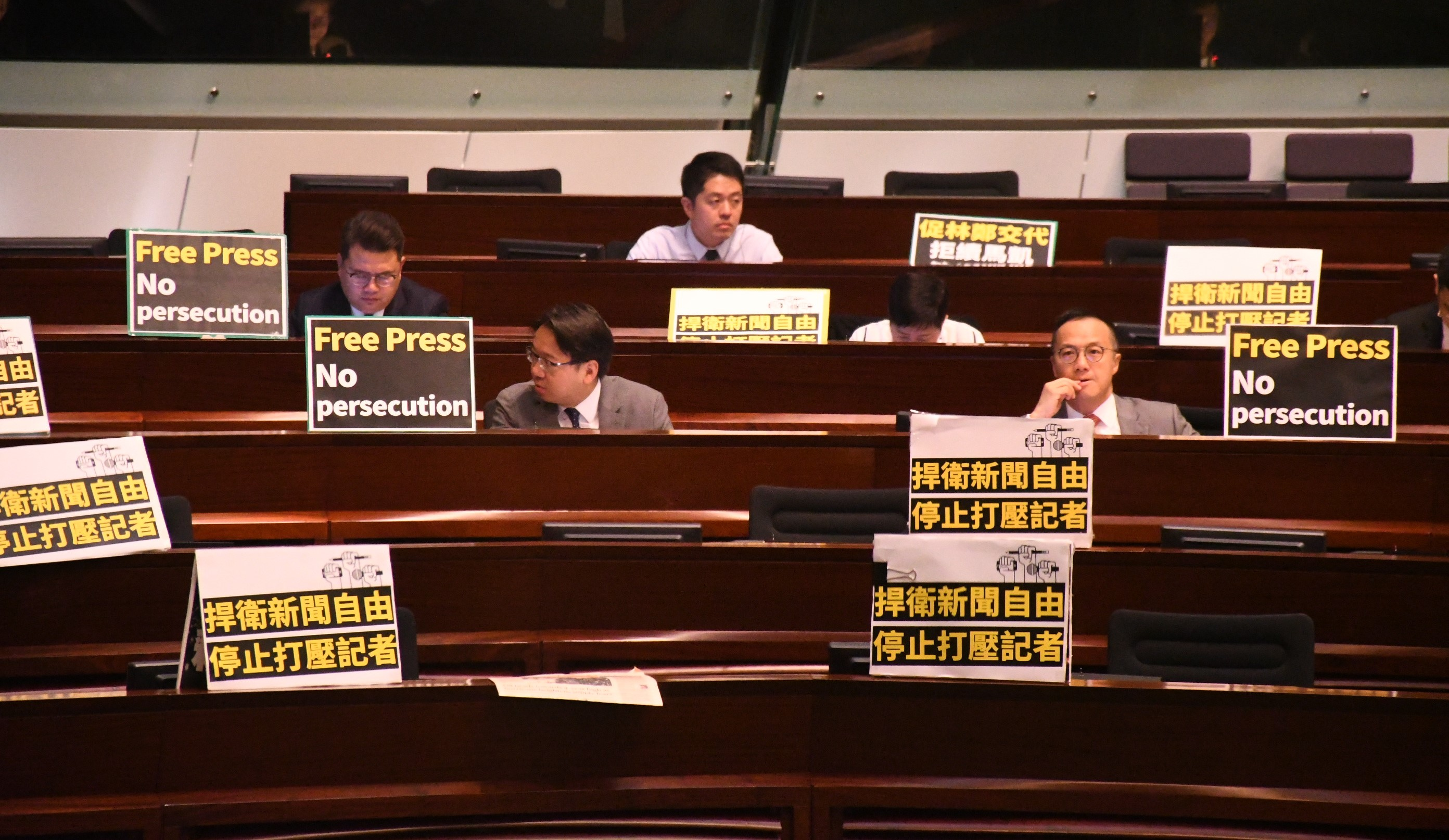
要求捍衛新聞自由的香港立法會議員

新的现代化的传播技术正在逐渐取代传统的信息传递方式。幾乎每一种传统媒体和信息传播方式都开始采用更加先进的科技，使得新闻从业人员能够更加高效的从事采访和传播工作，捍卫「新闻自由」。以下幾個例子可以说明这一现状：
- 地面电视 v.s. 卫星电视：地面电视系统相对比较容易管理和控制。卫星电视由于其传播的内容可以非常轻易的传出国界范围而显得更加难於操控。例如，阿拉伯语媒体卡塔尔的半岛电视台的传播讯号就经常超越国界，在更广的范围内报道关于其他国家的争议性新闻。然而，由于卫星讯号接收装置越来越廉价，安装也越来越简易，对于各国政府而言想阻断外国卫星电视讯号在本国境内的传播显得尤为困难。
- 基于网络的出版技术 v.s. 传统出版技术：传统的报纸杂志的出版主要依赖硬件资源和其他办公，例如场地、印刷设备等等。这些硬件资源非常容易受到攻击。与之相比，基于网络技术的出版系统处于一种“无形”的状态，可以在全球范围内进行跨地域的管理。
- 网络电话 v.s. 傳統電話：传统的电话技术非常容易被窃听和记录，而现代化的网络电话技术则由于采用了复杂的加密技术，可以有效的防止被第三方窃听。随着网络电话技术越来越多的被新闻界所利用，政府对信息传播的控制将越来越困难。

通常，政府方面也不断的发展新的科技手段作为对新闻界高科技化的回应。然而由于新闻界传统的反应敏捷的特征使得在发展高科技问题上，媒体往往要比政府的步伐快一些。新闻界不断的采用更加新颖的现代技术，以适应网络时代捍卫新闻自由的需要。
由於各種新興技術的發展，新聞媒體傳統上來自政府的壓力逐漸被突破。然而新聞媒體在現今社會中除了報導政經消息外，各類生活或是產業消息也面臨許多新的挑戰，許多富可敵國的大企業面對新聞媒體的不利報導，以抽廣告方式加以抵制、不斷興訟以阻礙負面報導的出現（參照針對公眾參與的策略性訴訟），甚至以向法院聲請假扣押記者財產等方式來對付媒體。此外，由於媒體仍然屬於商業體系的一環，其營運狀況也攸關是否能承受各種置入性行銷、廣告新聞化的誘惑，進而堅持新聞媒體專業性的抗壓力。

### 引用
1. ↑  . RFI - 法國國際廣播電台. 2025-05-02  [2025-07-12] （中文（繁體））.
2. ↑  . 美国之音. 2007-05-03  [2025-07-12] （中文）.
3. ↑  . 美國之音. 2022-05-03  [2025-07-12].
4. ↑  媒體監督的權利與權力（下） 的存檔，存档日期2011-03-22.原刊載於中央日報，2003年4月28日，第九版，觀念世界
5. ↑  "Were it left to me to decide whether we should have a government without newspapers, or newspapers without a government, I should not hesitate a moment to prefer the latter." Thomas Jefferson, "Letter to Edward Carrington" (1787) in Lipscomb and Bergh, eds., The Writings of Thomas Jefferson. Memorial Edition 6:57, Washington, D.C., 1903-04。
6. ↑  . 新京报（新华社电）. 2016年2月20日. （原始内容存档于2016-02-23）.
7. ↑  . BBC中文网. 2014年11月7日. （原始内容存档于2014年11月11日）.
8. ↑   （页面存档备份，存于） BBC:中国政府如何审查你的思想
9. ↑  . Reuters. 2018-05-19. （原始内容存档于2021-12-30） （英语）.
10. ↑  关于无国界记者组织 的存檔，存档日期2005-04-25.
11. ↑  "Editor's daughter killed in mysterious circumstances" （页面存档备份，存于）, International Freedom of Expression Exchange (IFEX), 2 July 2002
12. ↑  "Ukraine remembers slain reporter" （页面存档备份，存于）, BBC News, 16 September 2004
13. ↑  . RSF.   [2020-05-09]. （原始内容存档于2017-02-01） （英语）.
14. ↑  . The Media Research Hub. Social Science Research Council. 2003  [23 September 2012]. （原始内容存档于2011年1月9日）.
15. ↑  Freedom House. . Freedom of the Press 2005. UK: World Audit. 2005  [23 September 2012]. （原始内容存档于2013-04-03）.